# L’amore è femmina
«L’amóre è femminá» (рус. Любовь — женского рода) — песня в исполнении итальянской певицы Нины Дзилли, представлявшая Италию на музыкальном конкурсе песни «Евровидение 2012». Во время конкурса была исполнена версия песни на двух языках (итальянский и английский) «L’amore è femmina (Out of Love)».

## Информация о песне
Песня «L’amore è femmina» является шестым треком с одноимённого альбома. Текст песни раскрывает женскую точку зрения на любовь и поведение мужчины по отношению к женщине. Нина Дзилли отметила, что песня раскрывает чувственную сторону любви, и что у неё не было особого намерения создавать новую версию «Material Girl».
В 2012 году во время финала фестиваля в Сан-Ремо было объявлено, что Дзилли представит Италию на конкурсе Евровидение. Изначально певица собиралась выступать на конкурсе с песней «Per sempre», однако в марте 2012 года было объявлено, что конкурсной песней будет «L’amore è femmina»; специально для Евровидения была создана версия на двух языках.
Премьера студийного видео состоялась на сайте Евровидения 23 марта 2012 года. Другая версия клипа (с песней, исполняемой только на итальянском,) была представлена 7 мая 2012 Видеоклип для Евровидения с двуязычной версией появился 10 мая.

## Список композиций
- Digital Download[17]

1. «L’amore è femmina (Out of Love)» — 3:01

## Позиции в чартах
| Название чарта (2012)       | Лучшее место |
| --------------------------- | ------------ |
| Media Forest                | 24           |
| Италия (FIMI)               | 40           |
| Нидерланды (Single Top 100) | 44           |
| Норвегия (VG-lista)         | 77           |
| Romanian Top 100            | 37           |
| Швеция (Sverigetopplistan)  | 58           |

## Хронология релиза
| Страна | Дата           | Формат               | Версия               |
| ------ | -------------- | -------------------- | -------------------- |
| Италия | 13 апреля 2012 | радио                | Итальянская версия   |
| Италия | 30 апреля 2012 | цифровая дистрибуция | Международная версия |